# Mahmoud Abu Warda
Mahmoud Naser Mahmoud Abu Warda (in arabo محمود أبو وردة‎?; Nablus, 31 maggio 1995) è un calciatore palestinese, attaccante dell'Al-Tahaddy e della Nazionale palestinese.

## Carriera

### Club
Ha giocato nella prima divisione libica.

### Nazionale
Ha giocato nella nazionale palestinese Under-23.
Ha debuttato in nazionale maggiore il 30 luglio 2019, in Palestina-Yemen (1-0). Ha messo a segno la sua prima rete con la selezione palestinese il 17 gennaio 2020, nell'amichevole Palestina-Sri Lanka (2-0), siglando il gol del momentaneo 1-0 al minuto 93. Ha partecipato, con la selezione palestinese, al Campionato WAFF 2019, alla Coppa araba FIFA 2021 e alla Coppa d'Asia 2023. È sceso in campo, inoltre, nelle qualificazioni ai Mondiali 2022 e 2026, oltre che nelle qualificazioni alla Coppa d'Asia 2023.

## Statistiche

### Cronologia presenze e reti in nazionale
Statistiche aggiornate al 28 dicembre 2024.

| Cronologia completa delle presenze e delle reti in nazionale ― Palestina | Cronologia completa delle presenze e delle reti in nazionale ― Palestina | Cronologia completa delle presenze e delle reti in nazionale ― Palestina | Cronologia completa delle presenze e delle reti in nazionale ― Palestina | Cronologia completa delle presenze e delle reti in nazionale ― Palestina | Cronologia completa delle presenze e delle reti in nazionale ― Palestina | Cronologia completa delle presenze e delle reti in nazionale ― Palestina | Cronologia completa delle presenze e delle reti in nazionale ― Palestina |
| Data                                                                     | Città                                                                    | In casa                                                                  | Risultato                                                                | Ospiti                                                                   | Competizione                                                             | Reti                                                                     | Note                                                                     |
| ------------------------------------------------------------------------ | ------------------------------------------------------------------------ | ------------------------------------------------------------------------ | ------------------------------------------------------------------------ | ------------------------------------------------------------------------ | ------------------------------------------------------------------------ | ------------------------------------------------------------------------ | ------------------------------------------------------------------------ |
| 30-7-2019                                                                | Karbala                                                                  | Palestina                                                                | 1 – 0                                                                    | Yemen                                                                    | Camp. WAFF 2019 - Gironi                                                 | -                                                                        | 59’                                                                      |
| 2-8-2019                                                                 | Karbala                                                                  | Iraq                                                                     | 2 – 1                                                                    | Palestina                                                                | Camp. WAFF 2019 - Gironi                                                 | -                                                                        | 83’                                                                      |
| 5-8-2019                                                                 | Karbala                                                                  | Libano                                                                   | 0 – 0                                                                    | Palestina                                                                | Camp. WAFF 2019 - Gironi                                                 | -                                                                        | 65’                                                                      |
| 11-8-2019                                                                | Karbala                                                                  | Palestina                                                                | 4 – 3                                                                    | Siria                                                                    | Camp. WAFF 2019 - Gironi                                                 | -                                                                        | 30’                                                                      |
| 15-10-2019                                                               | Al-Ram                                                                   | Palestina                                                                | 0 – 0                                                                    | Arabia Saudita                                                           | Qual. Mondiali 2022                                                      | -                                                                        | 83’                                                                      |
| 14-11-2019                                                               | Arad                                                                     | Yemen                                                                    | 1 – 0                                                                    | Palestina                                                                | Qual. Mondiali 2022                                                      | -                                                                        | 27’, 35’                                                                 |
| 15-1-2020                                                                | Dhaka                                                                    | Bangladesh                                                               | 0 – 2                                                                    | Palestina                                                                | Amichevole                                                               | -                                                                        |                                                                          |
| 17-1-2020                                                                | Dhaka                                                                    | Palestina                                                                | 2 – 0                                                                    | Sri Lanka                                                                | Amichevole                                                               | 1                                                                        |                                                                          |
| 22-1-2020                                                                | Dhaka                                                                    | Palestina                                                                | 1 – 0                                                                    | Seychelles                                                               | Amichevole                                                               | -                                                                        | 88’                                                                      |
| 25-1-2020                                                                | Dhaka                                                                    | Palestina                                                                | 3 – 1                                                                    | Burundi                                                                  | Amichevole                                                               | -                                                                        | 13’                                                                      |
| 18-1-2021                                                                | Kuwait City                                                              | Kuwait                                                                   | 0 – 1                                                                    | Palestina                                                                | Amichevole                                                               | -                                                                        | 90+2’                                                                    |
| 30-3-2021                                                                | Riyad                                                                    | Arabia Saudita                                                           | 5 – 0                                                                    | Palestina                                                                | Qual. Mondiali 2022                                                      | -                                                                        | 61’                                                                      |
| 3-6-2021                                                                 | Riyad                                                                    | Palestina                                                                | 4 – 0                                                                    | Singapore                                                                | Qual. Mondiali 2022                                                      | -                                                                        | 48’ 80’                                                                  |
| 15-6-2021                                                                | Riyad                                                                    | Palestina                                                                | 3 – 0                                                                    | Yemen                                                                    | Qual. Mondiali 2022                                                      | -                                                                        | 78’                                                                      |
| 24-6-2021                                                                | Doha                                                                     | Palestina                                                                | 5 – 1                                                                    | Comore                                                                   | Qual. Coppa araba FIFA 2021                                              | -                                                                        |                                                                          |
| 2-9-2021                                                                 | Bishkek                                                                  | Kirghizistan                                                             | 1 – 0                                                                    | Palestina                                                                | Amichevole                                                               | -                                                                        |                                                                          |
| 5-9-2021                                                                 | Bishkek                                                                  | Palestina                                                                | 2 – 0                                                                    | Bangladesh                                                               | Amichevole                                                               | -                                                                        | 46’                                                                      |
| 1-12-2021                                                                | Al Wakrah                                                                | Marocco                                                                  | 4 – 0                                                                    | Palestina                                                                | Coppa araba FIFA 2021 - Gironi                                           | -                                                                        | 73’                                                                      |
| 4-12-2021                                                                | Al Rayyan                                                                | Palestina                                                                | 1 – 1                                                                    | Arabia Saudita                                                           | Coppa araba FIFA 2021 - Gironi                                           | -                                                                        |                                                                          |
| 7-12-2021                                                                | Doha                                                                     | Giordania                                                                | 5 – 1                                                                    | Palestina                                                                | Coppa araba FIFA 2021 - Gironi                                           | -                                                                        |                                                                          |
| 8-6-2022                                                                 | Ulan Bator                                                               | Mongolia                                                                 | 0 – 1                                                                    | Palestina                                                                | Qual. Coppa d'Asia 2023                                                  | -                                                                        | 66’                                                                      |
| 11-6-2022                                                                | Ulan Bator                                                               | Yemen                                                                    | 0 – 5                                                                    | Palestina                                                                | Qual. Coppa d'Asia 2023                                                  | -                                                                        |                                                                          |
| 14-6-2022                                                                | Ulan Bator                                                               | Palestina                                                                | 4 – 0                                                                    | Filippine                                                                | Qual. Coppa d'Asia 2023                                                  | 1                                                                        | 77’                                                                      |
| 25-3-2023                                                                | Arad                                                                     | Bahrein                                                                  | 1 – 2                                                                    | Palestina                                                                | Amichevole                                                               | -                                                                        | 81’                                                                      |
| 14-6-2023                                                                | Surabaya                                                                 | Indonesia                                                                | 0 – 0                                                                    | Palestina                                                                | Amichevole                                                               | -                                                                        |                                                                          |
| 20-6-2023                                                                | Dalian                                                                   | Cina                                                                     | 2 – 0                                                                    | Palestina                                                                | Amichevole                                                               | -                                                                        |                                                                          |
| 6-9-2023                                                                 | Mascate                                                                  | Oman                                                                     | 2 – 1                                                                    | Palestina                                                                | Amichevole                                                               | 1                                                                        | 9’                                                                       |
| 16-11-2023                                                               | Sharjah                                                                  | Libano                                                                   | 0 – 0                                                                    | Palestina                                                                | Qual. Mondiali 2026                                                      | -                                                                        | 86’                                                                      |
| 21-11-2023                                                               | Kuwait City                                                              | Palestina                                                                | 0 – 1                                                                    | Australia                                                                | Qual. Mondiali 2026                                                      | -                                                                        |                                                                          |
| 7-1-2024                                                                 | Doha                                                                     | Palestina                                                                | 0 – 1                                                                    | Uzbekistan                                                               | Amichevole                                                               | -                                                                        | 46’                                                                      |
| 9-1-2024                                                                 | Al Wakrah                                                                | Arabia Saudita                                                           | 0 – 0                                                                    | Palestina                                                                | Amichevole                                                               | -                                                                        |                                                                          |
| 14-1-2024                                                                | Al Rayyan                                                                | Iran                                                                     | 4 – 1                                                                    | Palestina                                                                | Coppa d'Asia 2023 - Gironi                                               | -                                                                        |                                                                          |
| 18-1-2024                                                                | Al Wakrah                                                                | Palestina                                                                | 1 – 1                                                                    | Emirati Arabi Uniti                                                      | Coppa d'Asia 2023 - Gironi                                               | -                                                                        | 80’                                                                      |
| 23-1-2024                                                                | Doha                                                                     | Hong Kong                                                                | 0 – 3                                                                    | Palestina                                                                | Coppa d'Asia 2023 - Gironi                                               | -                                                                        | 69’                                                                      |
| 29-1-2024                                                                | Al Khor                                                                  | Qatar                                                                    | 2 – 1                                                                    | Palestina                                                                | Coppa d'Asia 2023 - Ottavi di finale                                     | -                                                                        |                                                                          |
| 21-3-2024                                                                | Kuwait City                                                              | Palestina                                                                | 5 – 0                                                                    | Bangladesh                                                               | Qual. Mondiali 2026                                                      | -                                                                        |                                                                          |
| 26-3-2024                                                                | Dhaka                                                                    | Bangladesh                                                               | 0 – 1                                                                    | Palestina                                                                | Qual. Mondiali 2026                                                      | -                                                                        |                                                                          |
| 5-9-2024                                                                 | Seoul                                                                    | Corea del Sud                                                            | 0 – 0                                                                    | Palestina                                                                | Qual. Mondiali 2026                                                      | -                                                                        | 66’                                                                      |
| 10-9-2024                                                                | Kuala Lumpur                                                             | Palestina                                                                | 1 – 3                                                                    | Giordania                                                                | Qual. Mondiali 2026                                                      | -                                                                        | 43’ 83’                                                                  |
| 10-10-2024                                                               | Basra                                                                    | Iraq                                                                     | 1 – 0                                                                    | Palestina                                                                | Qual. Mondiali 2026                                                      | -                                                                        | 37’                                                                      |
| 15-10-2024                                                               | Doha                                                                     | Qatar                                                                    | 2 – 2                                                                    | Kuwait                                                                   | Qual. Mondiali 2026                                                      | -                                                                        | 75’                                                                      |
| 14-11-2024                                                               | Mascate                                                                  | Oman                                                                     | 1 – 0                                                                    | Palestina                                                                | Qual. Mondiali 2026                                                      | -                                                                        | 66’                                                                      |
| Totale                                                                   |                                                                          | Presenze                                                                 | 42                                                                       |                                                                          | Reti                                                                     | 3                                                                        |                                                                          |

## Palmarès

### Club

#### Competizioni nazionali
- Prima Lega della Cisgiordania: 2

Shabab Al-Khalil: 2015-2016
Markaz Balata: 2019-2020